# إليز أرنبيرج
إليزابيث (إليز) زينايد أرنبيرج (بالسويدية: Elise Arnberg)‏ (11 نوفمبر 1826 - 6 سبتمبر 1891) ، فنانة رسومات مصغرة ومصورة سويدية. وقد عرفت قبل كل شيء بمنمنمات صورها على العاج . كانت أيضا نشطة كمصورة. رسمت لوحاتها باستعمال الألوان المائية، الغواش وأقلام التلوين . قدمت معارض فنية في ستوكهولم. حاليا أعمالها ممثلة في المتحف الوطني .
كانت ابنة كل من عالم المعادن إريك تالين وهنريتا إنجلبريخت وتزوجت، في عام 1859، من المصور ثور أرنبرغ (المتوفى عام 1866). كانت طالبة عند كل من أوغست مالمستروم وأندرس لوندكويست . عاشت إليز أرنبرغ في فالون أثناء زواجها، ولكنها قضت حياتها في ستوكهولم.